# Love Lab
Love Lab (恋愛ラボ?, Rabu Rabo) è un manga yonkoma scritto e disegnato da Ruri Miyahara, serializzato sul Manga Time Special della Hōbunsha dal 2006 al 2019. Un drama-CD è stato pubblicato dalla Frontier Works il 23 dicembre 2009. Un adattamento anime di tredici episodi, prodotto dalla Doga Kobo, è stato trasmesso in Giappone nel contenitore Animeism della MBS tra il 4 luglio e il 26 settembre 2013.

## Trama
Love Lab è ambientato nell'istituto femminile Fujisaki, particolarmente noto per la sua rigida selezione d'ingresso e l'alto standard qualitativo delle sue studentesse. Tra le più popolari della scuola vi è Natsuo Maki, ossia la presidentessa del consiglio studentesco che viene adorata dalle sue compagne per il suo fascino, gentilezza ed eleganza. Di natura completamente diversa è invece Riko Kurahashi, anch'ella particolarmente ammirata dalle compagne ma per via del suo carattere forte e mascolino. Il destino delle due si incrocia quando Riko entra nell'aula del consiglio studentesco e trova per caso Maki che, pensando di essere sola, sta baciando un grande cuscino, su cui è stilizzata una figura maschile, per "far pratica", scoprendo quindi quanto la ragazza sia effettivamente diversa dalla sua immagine pubblica. Tuttavia Riko non solo viene costretta a mantenere il segreto e ad unirsi al consiglio studentesco, ma finisce anche, in seguito ad un equivoco, per aiutare l'inesperta Maki in questioni d'amore come tenersi per mano e altro.

## Personaggi

### Personaggi principali

Da sinistra verso destra: Suzu, Riko e Maki in basso; Eno e Sayo in alto

Riko Kurahashi (倉橋 莉子?, Kurahashi Riko)
Doppiata da: Rie Kugimiya (drama-CD), Manami Numakura (anime)
Riko (リコ?) è la protagonista della serie, ovvero una ragazza molto popolare tra le sue compagne di scuola che ha una personalità piuttosto decisa e maschiaccia. Dopo aver beccato Maki mentre si allenava a baciare il suo cuscino, si unisce al consiglio studentesco per darle una mano con le sue ricerche sentimentali, sebbene in realtà anche lei non sappia praticamente nulla d'amore. A scuola è nota come "la selvaggia" (ワイルドの君?, wairudo no kimi), titolo che le hanno affibbiato con suo grande dispiacere.
Natsuo Maki (真木 夏緒?, Maki Natsuo)
Doppiata da: Yui Horie (drama-CD), Chinatsu Akasaki (anime)
Maki (マキ?) è la presidentessa del consiglio studentesco dal comportamento calmo ed educato. Nell'accademia quasi tutte le altre studentesse la ammirano e la rispettano. Nonostante la sua reputazione di studentessa modello però, Maki in realtà ha una vera e propria ossessione per il romanticismo e mira ad imparare più cose possibili su di esso. La sua devozione al riguardo è talmente estrema che possiede un cuscino di nome "Huggy" (ダッキー?, Dakkī) che utilizza per fare pratica con i baci. Suo padre possiede una famosa azienda produttrice di indumenti intimi.
Suzune Tanahashi (棚橋 鈴音?, Tanahashi Suzune)
Doppiata da: Ryōko Shintani (drama-CD), Inori Minase (anime)
Suzu (スズ?) è una ragazza timida dal fisico mingherlino che occupa il ruolo di segretaria nel consiglio studentesco. Nella sala del consiglio di solito ha il compito di fare delle specie di fruste che gli altri membri utilizzano anche per punire i loro compagni. Ha un fratello e una sorella maggiore che stravedono per lei.
Yuiko Enomoto (榎本 結子?, Enomoto Yuiko)
Doppiata da: Ryō Hirohashi (drama-CD), Ayane Sakura (anime)
Eno (エノ?) è una ragazza ricca dalle sopracciglia folte, nonché la vicepresidentessa del consiglio studentesco. In precedenza era lei ad occupare il ruolo di presidentessa, ma siccome Maki non faceva alcun affidamento su di lei, le lasciò il posto per poi diventare più tardi vicepresidentessa. Lei e Sayori sono amiche intime; inoltre suo fratello è un tipo instabile che dichiara di essere un masochista.
Sayori Mizushima (水嶋 沙依理?, Mizushima Sayori)
Doppiata da: Akeno Watanabe (drama-CD), Yō Taichi (anime)
Sayo (サヨ?) è una ragazza con gli occhiali che fa da tesoriera al consiglio studentesco. Pur essendo ritenuta un po' cattiva ed avara, è già fidanzata con un ragazzo che vive nel quartiere vicino al suo. A causa della sua avarizia persino riguardo al budget del consiglio studentesco, è stata cacciata via da Maki per poi essere reintegrata più tardi nel gruppo insieme ad Eno.

### Personaggi secondari
Mika Kiriyama (桐山 美花?, Kiriyama Mika)
Doppiata da: Ayaka Suwa
Mika (ミカ?) è un'amica e compagna di classe di Riko.
Satoshi Nagino (凪野 智史?, Nagino Satoshi)
Doppiato da: Takahiro Mizushima
Nagi (ナギ?) è un amico d'infanzia e un ex-compagno di squadra di calcio di Riko. Da piccolo aveva un aspetto molto femminile, ragion per cui quando Riko lo rincontra dopo tanto tempo non lo riconosce subito. Alle scuole elementari venne rifiutato da Riko, sebbene lei non se lo ricordi nemmeno.
Masaomi Ikezawa (池澤 雅臣?, Ikezawa Masaomi)
Doppiato da: Yoshitsugu Matsuoka
Yan (ヤン?) è un altro amico d'infanzia di Riko, nonché un amico e compagno di classe di Nagi. Era il vicepresidente del consiglio studentesco della scuola media Minami. Lui e Maki entrano spesso in conflitto, anche a causa di frequenti fraintendimenti.
Momoka Minami (南 桃香?, Minami Momoka)
Doppiata da: Chuna
Momo (モモ?) è un membro del club del giornale. Mentre Nana si occupa delle foto, il suo compito è la stesura degli articoli.
Nana Ichikawa (市川 奈々?, Ichikawa Nana)
Doppiata da: Rina Hidaka
Nana (ナナ?) è un altro membro del club del giornale. È impacciata e soffre di vertigini, ma è anche molto brava con le macchine fotografiche: Suzu afferma infatti che riesce sempre a scattare belle foto.
Yumiko Kurahashi (倉橋 由美子?, Kurahashi Yumiko)
Doppiata da: Yoshiko Kamei
La madre di Riko.
Rentarō Kurahashi (倉橋 蓮太郎?, Kurahashi Rentarō)
Doppiato da: Yuka Terasaki
Ren (レン ?) è il fratello minore di Riko. È un bambino piuttosto popolare tra le ragazze che ha una cotta per Maki.
Yū Yamazaki (山崎 佑?, Yamazaki Yū)
Doppiato da: Ayumu Murase
Yū (ユウ?) è il fidanzato di Sayori. Alle elementari vedeva Sayori come una ragazza strana, ma non la considerava addirittura un caso perso. Dopo un incidente durante la pulizia dei pavimenti, Yū cominciò infine a provare qualcosa nei suoi confronti.

## Media

### Manga
Il manga, scritto e disegnato da Ruri Miyahara, è stato serializzato sulla rivista Manga Home della Hōbunsha a partire dal numero di novembre 2006, per poi essere trasferito in un secondo momento sul Manga Time Special sempre della stessa casa editrice. La serie si è conclusa il 22 ottobre 2019 sul numero di dicembre di Manga Time Special. I vari capitoli sono stati raccolti in quindici volumi tankōbon, tutti pubblicati sotto l'etichetta Manga Time Comics. Una miniserie spin-off è stata pubblicata dal 6 marzo al 5 giugno 2020.

#### Volumi
| Nº | Data di prima pubblicazione | Data di prima pubblicazione | Data di prima pubblicazione |
| Nº | Giapponese                  | Giapponese                  |                             |
| -- | --------------------------- | --------------------------- | --------------------------- |
| 1  | 7 marzo 2008                | ISBN 978-4-8322-6619-3      |                             |
| 2  | 7 gennaio 2009              | ISBN 978-4-8322-6706-0      |                             |
| 3  | 7 luglio 2009               | ISBN 978-4-8322-6757-2      |                             |
| 4  | 26 dicembre 2009            | ISBN 978-4-8322-6807-4      |                             |
| 5  | 6 novembre 2010             | ISBN 978-4-8322-6904-0      |                             |
| 6  | 7 ottobre 2011              | ISBN 978-4-8322-5008-6      |                             |
| 7  | 22 novembre 2012            | ISBN 978-4-8322-5134-2      |                             |
| 8  | 4 luglio 2013               | ISBN 978-4-8322-5202-8      |                             |
| 9  | 5 settembre 2013            | ISBN 978-4-8322-5221-9      |                             |
| 10 | 5 settembre 2014            | ISBN 978-4-8322-5318-6      |                             |
| 11 | 7 agosto 2015               | ISBN 978-4-8322-5407-7      |                             |
| 12 | 7 novembre 2016             | ISBN 978-4-8322-5531-9      |                             |
| 13 | 7 settembre 2017            | ISBN 978-4-8322-5621-7      |                             |
| 14 | 7 novembre 2018             | ISBN 978-4-8322-5727-6      |                             |
| 15 | 7 gennaio 2020              | ISBN 978-4-8322-5776-4      |                             |

### Anime
L'adattamento anime è stato trasmesso nel contenitore Animeism della MBS tra il 4 luglio e il 26 settembre 2013. La serie televisiva, diretta da Masahiko Ohta e prodotta da Doga Kobo e Aniplex, è stata scritta da Takashi Aoshima con il character design sviluppato da Chiaki Nakajima e la colonna sonora composta da Yasuhiro Misawa. Le puntate sono state trasmesse in streaming su Niconico a partire dal 14 luglio 2013 e, dall'episodio nove in poi, anche su Crunchyroll dal 30 agosto 2013. Le sigle di apertura e chiusura sono rispettivamente Love Shitai—! (恋愛(ラブ)したいっ! ?) e Best Friends, entrambe cantate dalle doppiatrici Manami Numakura, Chinatsu Akasaki, Inori Minase, Ayane Sakura e Yō Taichi.

#### Episodi
| Nº | Titolo italiano (traduzione letterale) Giapponese 「Kanji」 - Rōmaji                                                  | In onda           | In onda |
| Nº | Titolo italiano (traduzione letterale) Giapponese 「Kanji」 - Rōmaji                                                  | Giapponese        |         |
| 1  | L'incontro tra le due 「出会ってしまった二人」 - Deatte shimatta futari                                               | 4 luglio 2013     |         |
| 2  | La timida, la popolare e la pervertita? 「恥ずかしがり屋とクールと変態？」 - Hazukashigariya to kūru to hentai?       | 11 luglio 2013    |         |
| 3  | Sayo ed Eno dichiarano guerra 「宣戦布告のサヨとエノ」 - Sensen fukoku no Sayo to Eno                                 | 18 luglio 2013    |         |
| 4  | Il Love Lab ricomincia! O almeno così pensavamo… 「恋愛研究再開！と思ったら……」 - Ren'ai kenkyū saikai! To omottara…… | 25 luglio 2013    |         |
| 5  | Le ragazze della Fuji amano la stazione emittente 「こちら藤女恋愛放送局」 - Kochira Fuji jo ren'ai hōsōkyoku         | 1º agosto 2013    |         |
| 6  | La terribile leggenda di Riko 「最低伝説リコ」 - Saitei densetsu Riko                                                 | 8 agosto 2013     |         |
| 7  | A casa di Kurahashi! 「いざ倉橋家！」 - Iza Kurahashi-ke!                                                             | 15 agosto 2013    |         |
| 8  | Al ragazzo selvaggio… 「ワイルドな君へ……」 - Wairudo na kimi e……                                                      | 22 agosto 2013    |         |
| 9  | Quel sorriso… 「その笑顔が……」 - Sono egao ga……                                                                       | 29 agosto 2013    |         |
| 10 | Il meglio del consiglio studentesco (foto) 「よりぬき生徒会（撮り下ろし）」 - Yorinuki seitokai (tori oroshi)         | 5 settembre 2013  |         |
| 11 | Love Lab? 「恋愛ラボ？」 - Ren'ai Rabo?                                                                               | 12 settembre 2013 |         |
| 12 | Sii mia amica per sempre 「ずっと友達でいてくださいね」 - Zutto tomodachi de ite kudasai ne                           | 19 settembre 2013 |         |
| 13 | Una mano sull'altra 「その手を重ねて」 - Sono-te o kasanete                                                           | 26 settembre 2013 |         |